# Die Fliege (1980)
Die Fliege ist ein ungarischer animierter Kurzfilm von Ferenc Rófusz aus dem Jahr 1980. Der Film enthält keine Dialoge.

## Handlung
Aus der Sicht einer Fliege folgt der Zuschauer ihrem Flug durch einen Wald und über eine Wiese in ein Haus. Hier fliegt die Fliege durch den Flur und landet schließlich in einem Wohnzimmer, fliegt mehrfach gegen eine Scheibe und lässt sich unter anderem auf der Wanduhr nieder. Man hört Schritte. Mehrfach entkommt die Fliege der Fliegenklatsche, wird jedoch am Ende getroffen und behutsam in einem Insektenkasten aufgespießt.

## Auszeichnungen
Die Fliege gewann 1981 den Oscar in der Kategorie „Bester animierter Kurzfilm“. Es war der erste ungarische Animationsfilm, der mit einem Oscar ausgezeichnet wurde.
Auf dem Krakowski Festiwal Filmowy in Kraków erhielt Regisseur Rófusz den Don Quixote Award.